# Пулле, Проспер
Проспер Антуан Мари Жозеф, виконт Пулле (нидерл. Prosper Antoine Marie Joseph burggraaf Poullet;  5 марта 1868, Лёвен, Бельгия — 3 декабря 1937, там же) — бельгийский государственный деятель, премьер-министр Бельгии (1925—1926).

## Биография
Родился в семье профессора права Лёвенского католического университета, члена Королевской академии Бельгии.
Получил высшее юридическое и философское образование в Лёвенском католическом университете, в 1890 г. ему была присвоено докторская степень в области права. Начал свою академическую карьеру в качестве преподавателя, а затем и профессора права в том же университете, а также в Школе политических и общественных наук. Он также был доктором философии и литературы. С 1927 по 1930 г. являлся председателем Ассоциации фламандских юристов.
Кроме того, он был в 1892 году членом немецкого студенческого католического объединения KDStV Bavaria Bonn в CV. Вернувшись в Бельгию, он стал членом национального студенческого католического объединения K.A.V. Ловиана Лёве.
С 1900 по 1908 гг. был провинциальным советником в Брабантец, а с 1904 по 1911 г. — муниципальным советником в Лёвене.
Его политическая карьера на общенациональном уровне началась в 1908 году с избрания в состав Палаты депутатов бельгийского парламента от Католической партии (оставался в составе нижней палаты до конца жизни). Являлся членом христианско-демократического крыла Католической партии.
С 1918 по 1919 г. он был председателем Палаты депутатов, а затем, до 1920 г., министром путей сообщения, почты и телеграфии в кабинете Леона Делакруа.
В кабинете Жоржа Тёниса с 1924 по 1925 гг исполнял обязанности министра внутренних дел. В переходном кабинете Алоиса Ванде Вейвере с мая по июнь 1925 г. занимал пост министра экономики.
Занимал различные министерские посты в 1911—1934 годах: министра искусств и науки (1911—1918), министра железных дорог и почты (1919—1920), внутренних дел (1924—1925, 1932—1934), экономики (1925), министра юстиции (1925—1926), обороны (1926).
С 1925 до 1926 г. являлся премьер-министром Бельгии. Его кабинет был неустойчивым, поскольку он не смог привлечь членов своей партии, принадлежащих к консервативному крылу, а должен был довольствоваться поддержкой только депутатов христианско-демократического крыла. Ушел в отставку под давлением последствий финансового кризиса, с которым столкнулась страна в этот период, не дожидаясь окончательного решения о вотуме доверия или недоверия со стороны парламента.
В декабре 1925 г. король пожаловал ему наследуемый титул виконта, а мае 1926 г. удостоил почетного титула государственного министра.
Также в разные годы занимал следующие должности:
- представителя Бельгии в Лиге Наций,
- вице-президента Института международного частного и общественного права,
- члена Постоянной палаты Третейского суда в Гааге,
- вице-президента Национального фонда научных исследований.

## Награды и звания
Бельгийские:
- Большой крест ордена Короны,
- Великий офицер ордена Леопольда I

Иностранные
- Большой крест ордена Оранских-Нассау,
- Командор ордена Святого Олафа